# Chiesa cattolica in Grecia
La Chiesa cattolica in Grecia è parte della Chiesa cattolica universale, sotto la guida spirituale del Papa e della Santa Sede.

## Statistiche
In base alla Costituzione nazionale, la comunità cattolica greca costituisce una minoranza religiosa (ma non etnica). Ai cattolici greci si aggiungono anche un maggior numero di cattolici stranieri (in particolare albanesi) stabilitisi in terra ellenica per diverse ragioni, che contribuiscono quindi a creare una comunità cattolica di circa 200.000 unità.
La maggior parte di essi (circa il 40%) si concentra nella megalopoli di Atene. Un cospicuo numero si trova nelle isole Cicladi, soprattutto Sira (8.000) e Tino (3.000), ma anche a Salonicco, Volos, Kavala, Corfù, Patrasso, Giannitsa e in altre città della Grecia continentale.

## Suddivisione ecclesiastica

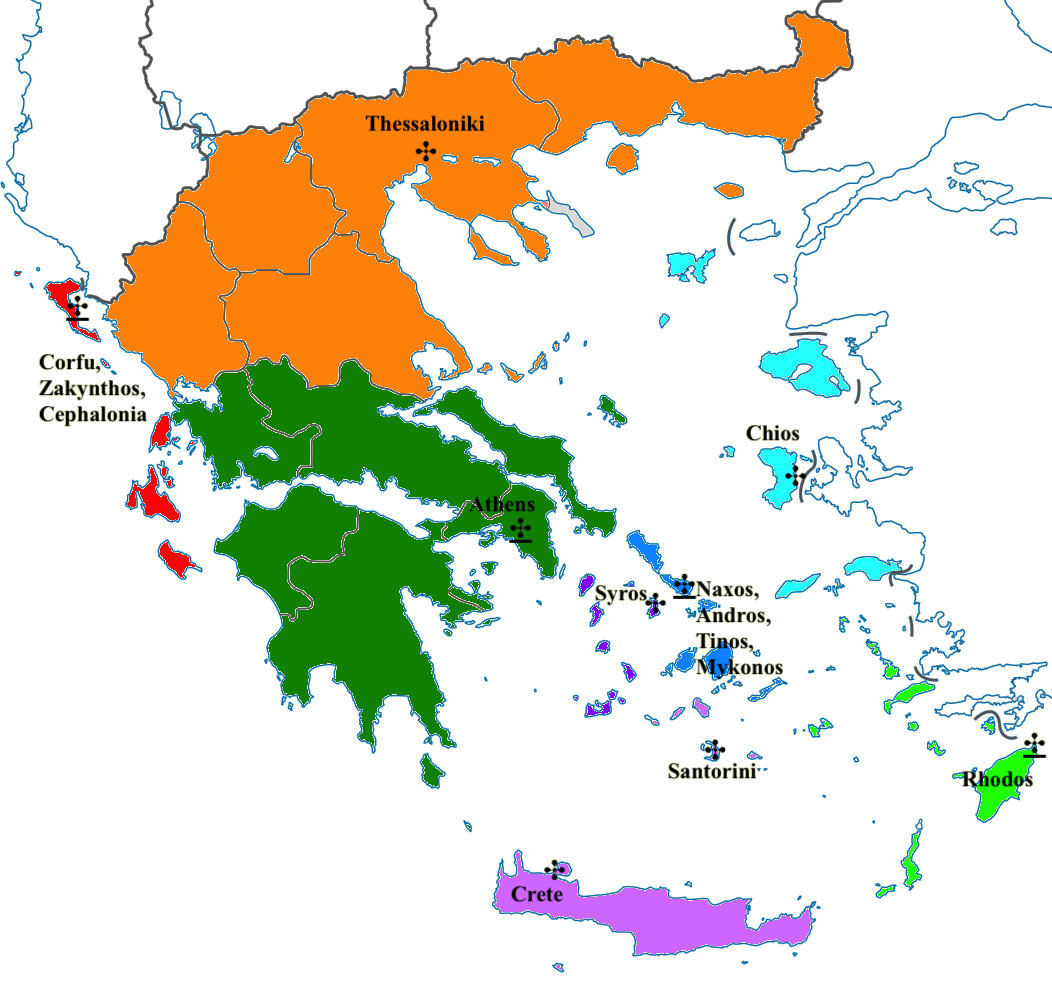
Diocesi di rito romano in Grecia.

La maggior parte dei cattolici greci appartiene alla Chiesa latina, 3000 alla Chiesa cattolica greca di rito bizantino ed infine alcune centinaia a quella Chiesa armeno-cattolica.

### Chiesa latina
- Arcidiocesi di Atene (immediatamente soggetta alla Santa Sede)
- Arcidiocesi di Corfù, Zante e Cefalonia (metropolitana senza suffraganee)
- Arcidiocesi di Nasso, Andro, Tino e Micono con le suffraganee:
  - Diocesi di Chio
  - Diocesi di Creta
  - Diocesi di Milo
  - Diocesi di Santorino
  - Diocesi di Sira
- Arcidiocesi di Rodi (immediatamente soggetta alla Santa Sede)
- Vicariato apostolico di Salonicco

### Chiesa cattolica greca di rito bizantino
- Esarcato apostolico di Grecia

### Chiesa armeno-cattolica
- Ordinariato di Grecia degli Armeni

## Nunziatura apostolica
Santa Sede e Grecia intrattengono relazioni diplomatiche dal 17 luglio 1979. Ma già dal 1834, in concomitanza con l'indipendenza della Grecia, Roma aveva un proprio delegato apostolico nel Paese.

### Delegati apostolici
- Giovanni Marangò † (9 giugno 1874 - 1900 ? deceduto)
- Antonio Delenda † (25 agosto 1900 - agosto 1911 deceduto)
- Louis Petit † (4 marzo 1912 - 24 giugno 1926 nominato arcivescovo titolare di Corinto)
- Carlo Margotti † (12 febbraio 1931 - 25 luglio 1934 nominato arcivescovo di Gorizia e Gradisca)
- Angelo Giuseppe Roncalli † (12 gennaio 1935 - 23 dicembre 1944 nominato nunzio apostolico in Francia)

### Nunzi apostolici
- Giovanni Mariani † (25 aprile 1980 - 5 maggio 1990 dimesso)
- Luciano Storero † (28 giugno 1990 - 15 novembre 1995 nominato nunzio apostolico in Irlanda)
- Paul Fouad Naïm Tabet † (2 gennaio 1996 - 25 gennaio 2005 ritirato)
- Patrick Coveney † (25 gennaio 2005 - 16 luglio 2009 ritirato)
- Luigi Gatti (16 luglio 2009 - 22 febbraio 2011 dimesso)
- Edward Joseph Adams (22 febbraio 2011 - 8 aprile 2017 nominato nunzio apostolico nel Regno Unito)
- Savio Hon Tai-Fai, S.D.B. (28 settembre 2017 - 24 ottobre 2022 nominato nunzio apostolico a Malta)
- Jan Romeo Pawłowski, dal 1º dicembre 2022

## Conferenza episcopale
Gli ordinari locali costituiscono la Conferenza episcopale locale, chiamata Santo Sinodo dei vescovi cattolici di Grecia (Iera synodos Katholikis Ekklisias tis tis Ellados - Ιερά Σύνοδος της Καθολικής Εκκλησίας της Ελλάδος). Consta di sei membri:
- l'arcivescovo di Atene e amministratore apostolico di Rodi (Grecia centro-meridionale e Dodecaneso)
- l'arcivescovo di Corfù e amministratore apostolico di Salonicco (Grecia settentrionale)
- l'arcivescovo di Nasso, Andro, Tino e Micono e amministratore apostolico di Chio (Egeo centro-settentrionale)
- il vescovo di Sira e di Santorino e amministratore apostolico di Milo e di Creta (Egeo meridionale e Creta)
- l'esarca apostolico di Grecia per i fedeli cattolici di rito bizantino (con sede ad Atene)
- l'amministratore apostolico dell'ordinariato di Grecia degli Armeni (con sede ad Atene)

Elenco dei presidenti del Santo Sinodo dei vescovi cattolici di Grecia:
- Arcivescovo Antónios Varthalítis, A.A. (1967 - 1992)
- Arcivescovo Nikólaos Fóscolos (1992 - 2004)
- Vescovo Franghískos Papamanólis, O.F.M. Cap. (maggio 2004 - 11 novembre 2016)
- Arcivescovo Sevastianos Rossolatos (11 novembre 2016 - 12 novembre 2021)
- Vescovo Petros Stefanou (12 novembre 2021 - 18 marzo 2025)
- Arcivescovo Theodoros Kontidis, S.I., dal 18 marzo 2025

Elenco dei vicepresidenti del Santo Sinodo dei vescovi cattolici di Grecia:
- Arcivescovo Nikólaos Printezis (? - 27 maggio 2021)
- Arcivescovo Josif Printezis, dal 12 novembre 2021

Elenco dei segretari generali del Santo Sinodo dei vescovi cattolici di Grecia:
- Arcivescovo Nikólaos Printezis, dal 27 maggio 2021